# Тениски терен
Тенис се игра на тениском терену — на чврстој подлози, са ниском мрежом на средини терена.

## Димензије
Тенис се игра на равној подлози, обично на трави, шљаци или бетону (тврди терен). Терен је дугачак 23,77 m и широк 8,23 m, за игру један на један, или 10,97 m за игру парова (дубл). Мрежа се протеже преко целе ширине терена и дели га на два дела. Висока је 107 cm на крајевима и 91,4 cm на средини терена.

## Правила игре
Такмичар који је на сервису има право да сервира највише два пута у једном поену. Уколико лоптица при сервису удари у мрежу, сервира се други сервис. Сервис се понавља ако лоптица само закачи мрежу, али упадне у део поље у који је и требало. То се назива нец. Сервира се унакрсно, са једног на други крај терена, преко мреже. Ако лопта и најмањим делом додирне линију чак и са спољне стране, то није грешка.
Постоје бекхенд, форхенд, дроп-шот, пасинг-шот, волеј, лоб, сервис, меч и ритeрн ударци.
Ритерн је одговор на сервис.
Дроп-шот је скраћена лопта.
Волеј је када играч удари лопту пре него што она удари у под.
Лоб је када играч пребаци супарника, а да притом погоди у терен.
Пасинг-шот је када играч одигра лево или десно противнику док је противник на мрежи.
Постоји дворучни и једноручни бекхенд. 
Игра се у два или три добијена сета, по шест гемова, али уколико је резултат 6:5, игра се до 7, тако што сервира такмичар који је на реду, а уколико резултат после тога буде 6:6, игра се тај-брејк, до 7 или више, ако није остварена разлика од два поена, све док се она не оствари. У тај-брејку сервира се наизменично (први играч сервира једном, а затим играчи сервирају наизменично по два пута). Изузетак је једино на турнирима у којим се у петом сету НЕ игра тај-брејк, већ се игра на разлику.
Уколико у току игре лопта додирне врх мреже и упадне у одговарајуће поље, а играч не врати лопту, поен се рачуна као важећи ономе играчу који ју је послао.

## Врсте терена
У тенису се користе четири врсте терена: шљака, тврди терени, терени на трави и терени за играње затвореном простору. Сваки терен има одређене предности за игру.
На Отвореном првенству Аустралије и Отвореном првенству САД игра се на тврдој подлози (иако су некад то били терени на шљаци и трави). Отворено првенство Француске игра се на шљаци, док се Вимблдон игра на трави.